# Bario (Malaisie)
Pour les articles homonymes, voir Bario.

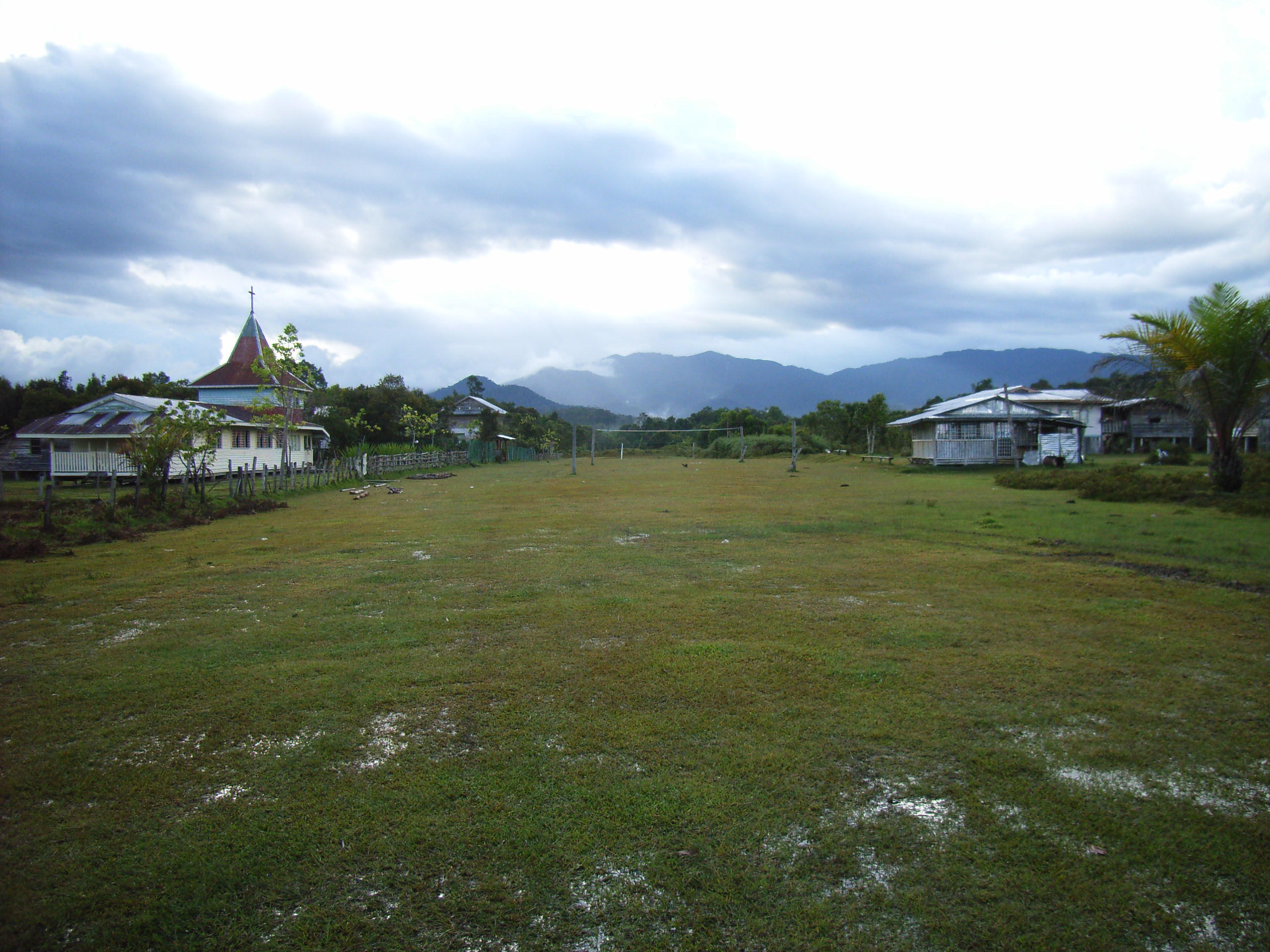
Pa'Umor près de Bario

Bario se situe au cœur du Sarawak, au bord de la frontière indonésienne. Il s'agit de la "capitale" de la région des Kelabits Highlands. On peut s'y rendre par avion depuis Miri. Aucune route ne relie Bario au reste du Sarawak. On peut néanmoins rejoindre la côte du Sarawak à pieds mais cela prend plusieurs jours et nécessite l'accompagnement d'un guide.
Le plateau du Bario est habité par environ un millier de personnes appartenant principalement aux ethnies Kelabit et Punan. L'habitation est souvent constituée de maisons longues (longhouses) et les habitants sont la plupart du temps chrétiens.
Le plateau est entouré par les rizières et la jungle (forêt primaire). Bario est très réputé pour la qualité de son riz.
On dénombre quelques villages autour de Bario : Pa' Umor à 50 minutes de marche, Pa Lungan et Ulong Pallang.